# Kurt Lewin

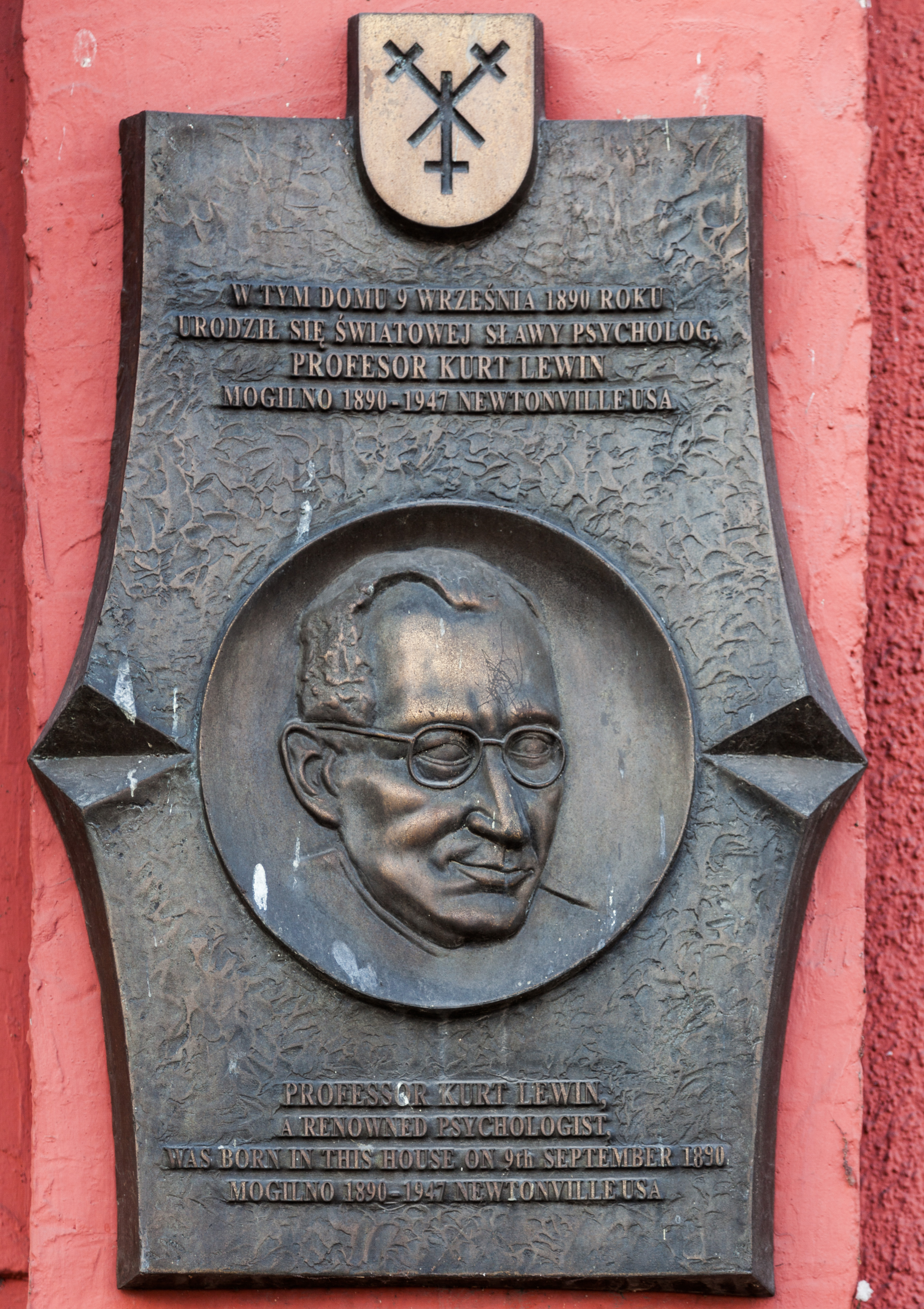
Kurt Lewin (tablica w Mogilnie)

Kurt Zadek Lewin (ur. 9 września 1890 w Mogilnie, zm. 12 lutego 1947 w Newtonville) – niemiecko-amerykański psycholog, uznawany za pioniera psychologii społecznej, psychologii pracy oraz psychologii stosowanej.

## Życiorys
Urodził się w 1890 roku w Mogilnie (wówczas hrabstwo w Prowincji Poznańskiej w Prusach) w żydowskiej rodzinie, jako jedno z czwórki dzieci. Jego ojciec (Leopold) był właścicielem sklepu wielobranżowego oraz gospodarstwa rolnego. Jako dziecko uczęszczał do żydowskiej szkoły religijnej-chederu, a w 1900 do Gimnazjum im. Cesarza Fryderyka Wilhelma w Poznaniu. W 1905 roku, wraz z rodziną, przeniósł się do Berlina, gdzie uczył się w Liceum im. Cesarzowej Wiktorii Augusty. W 1909 rozpoczął naukę medycyny na Uniwersytecie Albrechta i Ludwika we Fryburgu, lecz niedługo potem przeniósł się na Uniwersytet Ludwika i Maksymiliana w Monachium, aby studiować biologię. Podczas pobierania nauk na uniwersytecie, był związany z ruchem socjalistycznym oraz popierał emancypację kobiet. Gdy wybuchła I wojna światowa, odbywał służbę w niemieckiej armii. Walczył na froncie rosyjskim i francuskim. W wyniku odniesionych obrażeń został odesłany i powrócił na Uniwersytet Fryderyka Wilhelma w Berlinie, aby dokończyć pracę doktorską, której promotorem był Carl Stumpf (1848–1936).

Lewin początkowo związany był ze szkołą psychologii behawioralnej, lecz w późniejszych latach stał się zwolennikiem i propagatorem psychologii postaci (gestalt). Współpracował między innymi z Maxem Wertheimerem i Wolfgangiem Kohlerem. Ponadto został członkiem Instytutu Psychologii na Uniwersytecie Humboldtów, gdzie udzielał wykładów z filozofii i psychologii. Lewin był związany ze środowiskiem szkoły frankfurckiej, która wyłoniła się z ugrupowania marksizujących Żydów w Instytucie Badań Społecznych we Frankfurcie nad Menem. 
Gdy Adolf Hitler doszedł do władzy w 1933 roku, członkowie ugrupowania byli zmuszeni do rozwiązania go i przeniesienia do Genewy, a w późniejszym okresie (1934) do Nowego Jorku do New School for Social Research. W tym czasie doszło do spotkania Lewina z Erikiem Tristem, który pracował w Tavistock Clinic w Londynie; zafascynowany teoriami Lewina, postanowił je przetestować na żołnierzach podczas II wojny światowej.

W roku 1930 został zaproszony przez Uniwersytet Stanforda do Stanów Zjednoczonych i spędził tam sześć miesięcy jako profesor wizytujący. W 1933 roku wyemigrował na stałe do tego państwa i w 1940 uzyskał obywatelstwo amerykańskie. Pracował również na Uniwersytecie Cornella, University of Iowa (Iowa Child Welfare Research Station) oraz na MIT, jako dyrektor Research Center for Group Dynamics w Massachusetts, którego był założycielem. W 1946 roku otrzymał telefon z prośbą o pomoc od dyrektora Connecticut State Inter Racial Commission. Miał zająć się problemem uprzedzeń na tle rasowym i religijnym. Lewin postanowił przeprowadzić eksperyment, który jak się później okazało, dał podwaliny tak zwanym sensitivity trainings. Ponadto w 1947 roku utworzono National Training Laboratories, a Carl Rogers twierdził, iż odkrycie to jest „prawdopodobnie jednym z najważniejszych odkryć w naukach społecznych w tym stuleciu”
Po II wojnie światowej, wraz z Jacobem Finem, był zaangażowany w proces rehabilitacji psychicznej byłych mieszkańców obozów przesiedleńców. Pracował wtedy na Harvard Medical School. Ponadto otrzymał od Erica Trista oraz A.T.M. Wilsona propozycję współtworzenia czasopisma naukowego wraz nowo założonym Tavistock Institute i jego grupą na Massachusetts Institute of Technology. W rezultacie powstał periodyk „Human Relations”, w którym umieszczono pracę Lewina zatytułowaną Frontiers in Group Dynamics. Nadto, przez pewien okres, Lewin nauczał na Uniwersytecie Duke’a.

Kurt Lewin zmarł z powodu ataku serca w 1947 roku, w Newtonville (Massachusetts). Został pochowany w swoim rodzinnym mieście.

## Dorobek naukowy
Na liście najwybitniejszych psychologów XX wieku Lewin został sklasyfikowany na 18. miejscu. Jest powszechnie uważany za pomysłodawcę nurtu psychologii społecznej. Jako jeden z pierwszych zgłębiał zagadnienie relacji wewnątrzgrupowych (ang. group dynamics) oraz rozwoju organizacji.
Kurt Lewin był mentorem wielu cenionych psychologów, takich jak: Leon Festinger (1919–1989; w 1956 stworzył teorię dysonansu poznawczego), Roger Barker (1903–1990), Bluma Zeigarnik (1901–1988; zaobserwowała efekt Zeigarnik), Morton Deutsch (1920–2017; twórca współczesnych teorii rozwiązywania konfliktów).
Lewin stworzył nowy termin: genidentyczność (genidentity). Zaproponował również interakcjonizm symboliczny, perspektywę teoretyczną zapoczątkowaną przez Herberta Blumera w 1937 roku, jako alternatywę dla debaty „natura czy kultura” (nature versus nurture). Spór dotyczył tego, który czynnik w procesie kształtowania się osobowości jest bardziej istotny: wpływ środowiska (wychowanie, kultura) czy biologia (hormony, geny). Postulował, iż dopiero ich kombinacja może oddziaływać na kształtowanie się człowieka i jego osobowości. Ideę tę reprezentuje równanie Lewina: 
B = ƒ(P, E).

### Teoria pola
Teoria pola umożliwia analizę czynników (sił) wpływających na daną sytuację; początkowo odnosiła się do kontekstu społecznego. Analiza jest podzielona na dwa rodzaje czynników. Pierwszy z nich motywuje do osiągnięcia celu (siły wspomagające, helping forces), drugi natomiast przeszkadza w jego osiągnięciu (siły hamujące, hindering forces). Koncepcja ta przyczyniła się do rozwoju wielu dziedzin nauk społecznych, między innymi psychologii, psychologii społecznej, zarządzania zmianą, zarządzania procesami, rozwoju organizacji. W późniejszym czasie do rozwinięcia tej teorii przyczynił się John R. P. French, który zajmował się nią w kontekście industrializacji oraz struktury organizacji.

### Action research
Jako profesor w MIT, w 1944 roku, stworzył termin action research. Po raz pierwszy został on użyty w 1946 w pracy naukowej Action Research and Minority Problems. W artykule wyjaśniał, iż jest to „badanie porównawcze dotyczące warunków i skutków różnych form działalności społecznej i badań prowadzących do akcji społecznej", która wykorzystuje „spiralę kroków, z których każdy składa się z kręgu planowania, działania, i ustalania faktów o rezultacie danej akcji". Przedstawiciele nurtu action research „dążą do połączenia działania i refleksji, praktyk i teorii poprzez współpracę z badanymi, pomocną w dążeniu do osiągnięcia praktycznych rozwiązań problemów z sytuacji badanych wspólnot.” Celem takiego działania jest rozwiązanie problemów w sposób praktyczny, a ponadto wykreowanie „nowych sposobów rozumienia, gdyż działanie bez refleksji i rozumienia jest ślepe, tak jak teoria bez działania jest pozbawiona sensu”.

### Modele sprawowania władzy
Lewin scharakteryzował trzy modele sprawowania władzy. Są to styl (1) autorytarny, (2) demokratyczny oraz (3) leseferyzm.
1. Model autokratyczny – władza narzucana jest przez przywódcę, na przykład poprzez silną osobowość albo jej uprawnienia.
2. Model demokratyczny – liczy się wola większości, a władza odwołuje się do opinii ogółu.
3. Model leseferyczny – „w którym władca jest władcą jedynie nominalnym, ponieważ całość jest zbyt chaotyczna, żeby nią pokierować”[4].

Jego teoria jest często mylona z teorią McGregora dotyczącą środowiska pracy, jednak McGregor dokonał bezpośredniej adaptacji koncepcji Lewina do swojej teorii przywództwa.

### Zarządzanie zmianą (model RZZ)
Lewin stworzył model zarządzania zmianą organizacyjną, w którym kładł nacisk na aspekt ludzki (liderzy, pracownicy i organizacja). Proces zmiany został podzielony na trzy etapy:
1. Rozmrażanie – w tym stanie należało rozmrozić stare struktury i zburzyć stary ład. Odczucia członków organizacji w tej fazie są ambiwalentne. Z jednej strony odczuwają oni strach przed zmianą, a z drugiej dostrzegają potrzebę zmiany, aby uchronić się przed porażką w przyszłości.
2. Zmiana – jej skuteczność zależy od dokładności planu (należy uwzględnić specyfikę działalności firmy, kulturę organizacji itp.) oraz stopnia zaangażowania pracowników.
3. Zamrażanie – pracownicy przyzwyczajają się do nowego status quo i akceptują go, jako stan naturalny.

### Równanie Lewina
B = ƒ(P, E) nie jest równaniem w sensie matematycznym. Wskazuje tylko, iż zachowanie jednostki jest funkcją osoby w ich otoczeniu. Po raz pierwszy zostało ono użyte w 1936 roku w jego książce pod tytułem Principles of Topological Psychology.

### Dynamika grupy
Termin ten został po raz pierwszy użyty przez Lewina w 1947 roku w jednym z jego artykułów. Koncepcja dynamiki grupy miała przyczynić się do lepszego zrozumienia natury grup, przedsiębiorstw, instytucji, praw nimi rządzących, ich rozwoju i oddziaływań między nimi. W swoim opisie wyjaśniał, iż jednostka ludzka oraz grupa ludzi reaguje na zmieniające się warunki. Początkowo wielu psychologów odrzucało istnienie zjawiska grupy. Krytycy podzielali opinię, że grupa nie istniała jako jednostka podlegająca badaniu, a jej działania były niczym więcej niż sumą działań ich poszczególnych członków. Lewin postanowił zastosować swoje równanie, aby wyjaśnić tę osobliwość. W odniesieniu do kontekstu grupowego równanie B = ƒ(P, E) stwierdza, że zachowanie jednostki (B) jest funkcją (f) osoby (P), w tym jej historii, osobowości i motywacji, a także jej środowiska (E), które obejmuje zarówno otoczenie fizyczne, jak i społeczne. Czerpiąc inspiracje z gestaltyzmu, Lewin użył popularnego sformułowania „całość to coś więcej niż suma jej elementów”, aby dodatkowo uzasadnić swoją teorię.

Jego teoria opierała się na czterech wytycznych:
1. Czynniki zewnętrzne i wewnętrzne wpływające na grupę powinny być rozpatrywane we wzajemnych relacjach, a nie niezależnie.
2. Istota grupy polega na relacjach, a nie na podobieństwach i różnicach poszczególnych członków grupy, dlatego zmiana jednego elementu doprowadzi do zmiany charakteru całej grupy.
3. „Grupa to wartości, ustanowione normy, jej członkowie i ich role... współdziałanie tych sił prowadzi do stanu kwazistacjonarnego”[12].
4. „Grupa stanowi całość. W przypadku wprowadzania do niej zmian grupa jako całość powinna stanowić ośrodek zmiany”[12].